# Dzsamál Karimi-Rád
Dzsamál Karimi-Rád (perzsául: جمال کریمی راد – Ǧamâl Karimi-Râd) (Gazvin, 1956 – Szalafcsegán, 2006. december 28.) iráni igazságügy-miniszter.
Minisztersége alatt megsokszorozódott a halálraítéltek száma Iránban, miközben így is nagyon magas Iránban a kivégzések száma. Több iráni belső ún. „kormány által engedélyezett terrorszervezetet”-et támogatott nyíltan.
Autóbalesetben halt meg Iránban, 2006. december 28-án. Utódja Golám-Hoszajn Elhám lett, aki 2007-ben lépett hivatalba.